# Gouffern en Auge
Gouffern en Auge é uma comuna francesa na região administrativa da Normandia, no departamento de Orne. Estende-se por uma área de 165.79 km². Em 2010 a comuna tinha 3 792 habitantes (densidade: 22,9 hab./km²).
Foi criada em 1 de janeiro de 2017, a partir da fusão das antigas comunas de Silly-en-Gouffern (sede da comuna), Aubry-en-Exmes, Avernes-sous-Exmes, Le Bourg-Saint-Léonard, Chambois, La Cochère, Courménil, Exmes, Fel, Omméel, Saint-Pierre-la-Rivière, Survie, Urou-et-Crennes e Villebadin.